# Lorenzo Maria Balconi
Lorenzo Maria Balconi PIME (* 4. August 1878 in Mailand, Königreich Italien; † 10. April 1969 in Mailand, Italien) war ein italienischer Erzbischof, Missionar und Autor.
Mit 20 Jahren legte Balconi 1898 die Profess für das Päpstliche Institut für die auswärtigen Missionen ab. Am 22. Dezember 1900 weihte Kardinal Andrea Carlo Ferrari, Erzbischof von Mailand, ihn zum Priester. 1901 reiste er nach Nanyang, Henan, Kaiserreich China, um dort als Missionar zu wirken. 1905 wurde die Mission überfallen. Die schweren Verletzungen an seinem Kopf und an seiner linken Schulter verursachten eine dauerhafte Lähmung der linken Körperseite. Nach einiger Behandlung in Italien kehrte er 1907 nach China zurück, wo er zum Rektor des Seminars von Honan ernannt wurde. Neben den normalen Missionsarbeit fand er auch Archäologische Funde, insbesondere Goldmünzen aus der frühen Kaiserzeit, die im Museum der PIME gezeigt werden.
Am 18. Februar 1928 ernannte Papst Pius XI. Balconi zum Apostolischen Vikar von Hanzhong und Titularbischof von Mylasa. Am 17. Mai 1928 weihte Flamino Belotti PIME, Apostolischer Vikar von Südhonan, ihn in Kinkiakang zum Bischof. Mitkonsekrator war Luigi Ermengildo OFM, Apostolischer Vikar von Nordwest-Hupeh.
Im März 1934 trat er als Apostolischer Vikar zurück, da er zum Generalsuperior des Päpstlichen Institut für die auswärtigen Missionen gewählt wurde. Am 3. August 1939 wurde von Papst Pius XII. zum Titularerzbischof von Hierapolis in Phrygia ernannt. 1947 gab er Ordensleitung ab. Er nahm an den ersten beiden Sitzungsperioden des Zweiten Vatikanischen Konzils teil.